# Karl-Wolfgang Tröger
Karl-Wolfgang Tröger (* 14. September 1932 in Auerbach/Vogtl.) ist ein deutscher evangelischer Theologe und Religionswissenschaftler.

## Leben und Wirken
Karl-Wolfgang Tröger erlernte den Beruf des Buchhändlers. Anschließend studierte er Slawistik, Evangelische Theologie und Religionswissenschaften an der Humboldt-Universität zu Berlin, an der er ab 1964 an der Theologischen Fakultät in Lehre und Forschung tätig war. 1967 wurde er mit der Arbeit Das Verhältnis von Mysterienglaube und Gnosis zum Dr. theol. promoviert. 1978 erfolgte die Promotion B mit der Arbeit Die Passion Jesu Christi in der Gnosis nach den Schriften von Nag Hammadi. 1987 wurde er zum Professor berufen, ab 1992 hatte er den Lehrstuhl für Religions- und Missionswissenschaft und Ökumenik inne. Schwerpunkte seiner wissenschaftlichen Arbeit sind die Spätantike, das frühe Christentum, der Islam und der Buddhismus. 1996 wurde er emeritiert.
Karl-Wolfgang Tröger lebt in Bautzen.

## Schriften
Autor:
- Das Verhältnis von Mysterienglaube und Gnosis. Dissertation. Humboldt-Universität zu Berlin 1967.
- Mysterienglaube und Gnosis in Corpus Hermeticum XIII (= Texte und Untersuchungen zur Geschichte der altchristlichen Literatur. Band 110). Akademie, Berlin 1971 (online).
- Die Passion Jesu Christi in der Gnosis nach den Schriften von Nag Hammadi. Dissertation B. Humboldt-Universität zu Berlin 1978.
- Das Christentum im zweiten Jahrhundert. Evangelische Verlags-Anstalt, Berlin 1988, ISBN 3-374-00465-2.
- Die Gnosis. Herder, Freiburg im Breisgau 2001, ISBN 3-451-04953-8.
- Bibel und Koran. Was sie verbindet und unterscheidet. Evangelische Haupt-Bibelgesellschaft und von Cansteinsche Bibelanstalt, Berlin 2004, ISBN 3-7461-0147-6. Neuauflage: Deutsche Bibelgesellschaft, Stuttgart 2008, ISBN 978-3-438-06037-2.

Herausgeber:
- Gnosis und Neues Testament. Evangelische Verlagsanstalt, Berlin 1973 und Gütersloher Verlagshaus Mohn, Gütersloh 1973, ISBN 3-579-04202-5.
- Altes Testament – Frühjudentum – Gnosis. Evangelische Verlagsanstalt, Berlin 1980 und Gütersloher Verlagshaus Mohn, Gütersloh 1980, ISBN 3-579-00090-X.
- Nachfolge und Friedensdienst. Union, Berlin 1983. 2. Auflage 1986.
- Glaube und Weltverantwortung. Union, Berlin 1988, ISBN 3-372-00072-2.
- mit Joachim Rogge, Gottfried Schille: Weltreligionen und christlicher Glaube. Wichern, Berlin 1993, ISBN 3-88981-060-8.
- mit Erich Hoffmann, Hannfried Opitz: Glaubend erkennen – erkennend glauben – verantwortlich handeln. Evangelische Forschungsakademie, Berlin 1998. Als Manuskript gedruckt.
- mit Hannfried Opitz: Forschung und Glaube. Wichern, Berlin 1998, ISBN 3-88981-110-8.